# Cerro Situación
Cerro Situación är ett berg i Argentina.   Det ligger i provinsen Chubut, i den sydvästra delen av landet, 1 500 km sydväst om huvudstaden Buenos Aires. Toppen på Cerro Situación är 2 250 meter över havet.
Terrängen runt Cerro Situación är bergig åt sydväst, men åt nordost är den kuperad. Runt Cerro Situación är det mycket glesbefolkat, med 4 invånare per kvadratkilometer.. Det finns inga samhällen i närheten.
I omgivningarna runt Cerro Situación växer i huvudsak blandskog.